# Cray C90
Cray C90 (изначальное название Y-MP C90) — серия векторных суперкомпьютеров, запущенная компанией Cray в 1991 году. Cray C90 была развитием архитектуры Cray Y-MP. По сравнению с Y-MP, C90 имел сдвоенный векторный конвейер и время такта менее чем 4.1 нс (244 МГц), что в совокупности дало тройное превосходство в производительности. Максимальное число процессоров в системе также было увеличено с 8 до 16.
Серия C90 включала модели C94, C98 и C916 (конфигурации с максимум четырьмя, восемью и шестнадцатью процессорами, соответственно) и C92A и C94A (модели с воздушным охлаждением). Максимум SRAM — от 1 Гб до 8 Гб, в зависимости от модели.
D92, D92A, D94 и D98 (также известные как C92D, C92AD, C94D и C98D соответственно) были оснащены медленной, но высокоплотной DRAM, позволяющей увеличить максимальный размер памяти до 16 Гб, в зависимости от модели.
Преемником C90 стала Cray T90 (1995 г.).

## Интересные факты
- Выпуск на рынок Cray C90 привел к финансовому краху проект Cray-3 инженера Сеймура Крэя, над которым тот работал с 1988 года. Сеймур Крэй в 1989 году покинул Cray Research, чтобы продолжить работу над Cray-3 в своей новой компании - Cray Computer Corporation, в то время как Cray Research бросила все усилия на завершение проекта C90. Главный потенциальный покупатель Cray-3 - Ливерморская национальная лаборатория - в декабре 1991 года отказалась от покупки Cray-3 в пользу C90 из-за сорванных сроков сдачи проекта.[2][3].